# Третьяково (Калінінградська область)
Третьяково (рос. Третьяково) — селище Краснознаменського району, Калінінградської області Росії. Входить до складу Краснознаменського міського округу.
Населення —  35 осіб (2015 рік). 

## Населення
| 2002 | 2010 |
| ---- | ---- |
| 100  | ↘35  |